# 본등기
본등기(本登記)는 등기의 신청에 필요한 절차상의 요건이 구비된 경우에 하는 등기로 종국등기 즉, 확정된 등기이고 등기의 본래 효력인 대항력을 완전히 발생시키는 등기를 말한다. 가등기에 상대되는 개념으로 그 가등기에 의하여 순위를 보전받은 등기를 말하기도 한다(부동산등기법 제6조). 통상의 동기는 모두 이것에 속한다.

## 용어 정의
본등기는 종국등기라고도 한다. 종국등기는 등기의 본래의 효력, 즉 물권변동의 효력을 발생시키는 등기를 말한다. 그 내용에 따라 기입등기, 변경등기, 회복등기, 말소등기, 보존등기, 이전등기, 설정등기, 형식에 따라 주등기(신등기)와 부기등기가 있다. 단지 권리보전만 목적으로 하는 예비등기(가등기, 예고등기)에 대응하는 것이다.
그러므로 등기로서 완전한 효력을 가지는 보통의 등기를 본등기라 한다. 본등기는 그 내용에 따라 기입등기·변경등기·회복등기·말소등기의 네 가지로 분류된다. 또 가등기에 대하여 그 가등기에 의하여 순위가 보전된 등기를 의미하기도 한다.

## 공동가등기담보권자의 지분 본등기
채권자들이 채권을 담보하기 위해 여러명의 채권자를 공동매수인으로 하는 1개의 매매예약을 체결하고 공동명의로 가등기를 마친 경우 매매예약의 해석상 채권자가 그 지분별로 매매예약완결권을 행사할 수 있는 것으로 인정되는 때에는 단독으로 자신의 지분에 관해 가등기담보권을 실행해 본등기 청구를 할 수 있다.

## 가등기에 기한 본등기와 가압류 등과의 관계
가등기에 의해 본등기를 하는 경우 본등기의 순위는 가등기의 순위에 따르며(부동산등기법 제91조), 등기관은 가등기에 의한 본등기를 하였을 때에는 대법원 규칙으로 정하는 바에 따라 가등기 이후에 된 등기로서 가등기에 의하여 보전되는 권리를 침해하는 등기를 직권으로 말소하여야 하므로(부동산등기법 제92조 제1항, 부동산등기규칙 제147조 제1항), 본건 가등기 이후 경료된 본건 가압류 등기는 본건 가등기에 기하여 본등기를 경료하는 경우, 본건 가등기 이후 본건 토지에 설정된 각종 가압류 및 압류 등기 등은 등기관이 직권으로 말소하게 된다.

## 본등기에 대한 가등기의 제척기간과 소멸시효
보통 매매예약에 의한 가등기완결권은 형성권의 성격을 가져 통상적인 제척기간은 10년인데, 소멸시효의 경우와 달리 시효중단의 문제가 없이 진행될 수 있다. 실무상 경우, 매매예약완결권이 행사되어 매매계약으로 전환된 뒤에 가등기권리자가 그 부동산을 계속하여 점유하고 있을 경우이다. 이 경우 가등기권리자의 권리는 매매예약완결권이 아닌 본등기 청구권(채권적 청구권)으로 전환되게 되어 10년의 소멸시효의 대상으로 바뀐다.
대법원은 소유권이전등기청구권자가 당해 부동산을 점유하고 있을 경우 본등기 청구권의 소멸시효가 중단된다고 해석한다.(대법원 1991. 3.22.선고 90다 9797호 판결) 따라서 이 경우에는 가등기에 기한 본등기 청구권은 소멸시효가 완성되지 않는다. 강변호사는 “이렇듯 가등기가 10년 이상 경과되었다고 해도 가등기권자가 부동산을 점유하고 있을 경우에는 시효중단에 의해 가등기가 여전히 유효할 수 있기 때문이다.

## 같이 보기
- 가등기
- 예고등기
- 등기
- 가압류
- 가처분

## 참고 자료
- 「물권법」, 가등기의 효력, 김후영 저, 한올출판사(2004년, 143~147p)
- 「한 수 위의 부동산 경매 급소 공략법」, 선순위 가등기, 안수현 저, 국일증권경제연구소(2006년, 141~147p)
- 「경매야 놀자」, 가등기의 종류, 강은현 저, 매일경제신문사(2009년, 144~149p)